# Tương Sơn
Tương Sơn (chữ Hán giản thể: 相山区, âm Hán Việt: Tương Sơn khu) là một quậnthuộc địa cấp thị Hoài Bắc, tỉnh An Huy, Cộng hòa Nhân dân Trung Hoa. Chính quyền Hoài Bắc đóng tại quận này. Quận Tương Sơn có diện tích 100 km2, dân số khoảng 330.000 người. Về mặt hành chính, quận Tương Sơn được chia ra 9 nhai đạo biện sự xứ. Các đơn vị này lại được chia ra thành 23 thôn cư, 53 xã khu.
- Nhai đạo biện sự xứ: Tương Sơn Tây, Tương Nam, Đông Sơn, Tam Đề Khẩu, Nhân dân Lộ, Lưu Kiều, Trách Vu, Nam Lê.